# Kremlin de Kolomna
 (juillet 2024).
La mise en forme du texte ne suit pas les recommandations de Wikipédia : il faut le « wikifier ».
Les points d'amélioration suivants sont les cas les plus fréquents. Le détail des points à revoir est peut-être précisé sur la page de discussion.
- Les titres sont pré-formatés par le logiciel. Ils ne sont ni en capitales, ni en gras.
- Le texte ne doit pas être écrit en capitales (les noms de famille non plus), ni en gras, ni en italique, ni en « petit »…
- Le gras n'est utilisé que pour surligner le titre de l'article dans l'introduction, une seule fois.
- L'italique est rarement utilisé : mots en langue étrangère, titres d'œuvres, noms de bateaux, etc.
- Les citations ne sont pas en italique mais en corps de texte normal. Elles sont entourées par des guillemets français : « et ».
- Les listes à puces sont à éviter, des paragraphes rédigés étant largement préférés. Les tableaux sont à réserver à la présentation de données structurées (résultats, etc.).
- Les appels de note de bas de page (petits chiffres en exposant, introduits par l'outil «  Source ») sont à placer entre la fin de phrase et le point final[comme ça].
- Les liens internes (vers d'autres articles de Wikipédia) sont à choisir avec parcimonie. Créez des liens vers des articles approfondissant le sujet. Les termes génériques sans rapport avec le sujet sont à éviter, ainsi que les répétitions de liens vers un même terme.
- Les liens externes sont à placer uniquement dans une section « Liens externes », à la fin de l'article. Ces liens sont à choisir avec parcimonie suivant les règles définies. Si un lien sert de source à l'article, son insertion dans le texte est à faire par les notes de bas de page.
- La présentation des références doit suivre les conventions bibliographiques. Il est recommandé d'utiliser les modèles {{Ouvrage}}, {{Chapitre}}, {{Article}}, {{Lien web}} et/ou {{Bibliographie}}. Le mode d'édition visuel peut mettre en forme automatiquement les références.
- Insérer une infobox (cadre d'informations à droite) n'est pas obligatoire pour parachever la mise en page.

Pour une aide détaillée, merci de consulter Aide:Wikification.
Si vous pensez que ces points ont été résolus, vous pouvez retirer ce bandeau et améliorer la mise en forme d'un autre article.
Le Kremlin de Kolomna est une forteresse à Kolomna, Russie. Il fut construit entre 1525 – 1531 sous le tsar russe Vasily III.
Avant sa reconstruction en 1531, le Kremlin de Kolomna était en bois. Sur son territoire se trouvent de nombreuses églises et monastères russes : la cathédrale Ouspenski, l'église Voskresenky, le monastère Spassky (XIVe siècle) et bien d'autres.

## Caractéristiques architecturales
Il existe une version selon laquelle la construction du Kremlin de Kolomna a été dirigée par l'architecte italien Aleviz Friazin, qui participa à la construction des murs et des tours du Kremlin de Moscou et le prit comme exemple pour la construction du Kremlin de Kolomna. En témoigne, par exemple, la période de construction du Kremlin de Kolomna.
En outre, sa durée de construction fut de seulement six ans, indiquant que les constructeurs de la forteresse avaient une grande expérience, car les constructions à échelle comparable dans la capitale ont duré plus de dix ans.
Le Kremlin de Kolomna, ainsi que les forteresses d'autres villes russes de cette époque (Veliky Novgorod, Ivangorod, Nijni Novgorod, Zaraisk et Tula), présentent des caractéristiques italiennes. Les formes de fortification des forteresses du nord de l'Italie, telles que Turin, Milan, Vérone, ont été répétées. Outre les méthodes générales de construction et les détails architecturaux italiens, tels que les mâchicoulis, des meurtrières dans les tours, un parapet de combat avec merlons en queue d'aronde, tours à facettes de la clôture principale, tours de diversion. Il existe d’autres similitudes entre les Kremlins de Moscou et de Kolomna.
Les murs du Kremlin de Kolomna, malgré un certain archaïsme de l'architecture des forteresses de l'époque, ont été créés non seulement pour résister aux assauts de l'infanterie, mais aussi pour se défendre avec des canons. Les tours et les murs de la forteresse étaient pleins d'embrasures. Les embrasures elles-mêmes sont conçues pour le placement d'armes à feu, ont une forme caractéristique d'embrasures - une douille, et parfois elles sont recouvertes par des voûtes. Les embrasures des tours offrent une bonne vue sur les parties attenantes des murs et les douves du château.

## Bâtiments du Kremlin de Kolomna

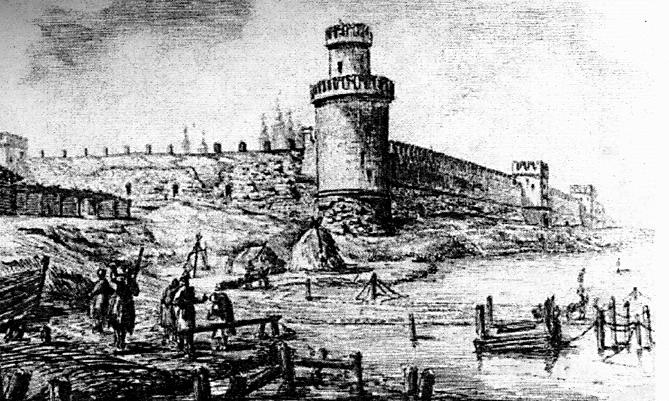
Tour Sviblova et vue sur le Kremlin de Kolomna. Photo de M. Kazakov (1778).

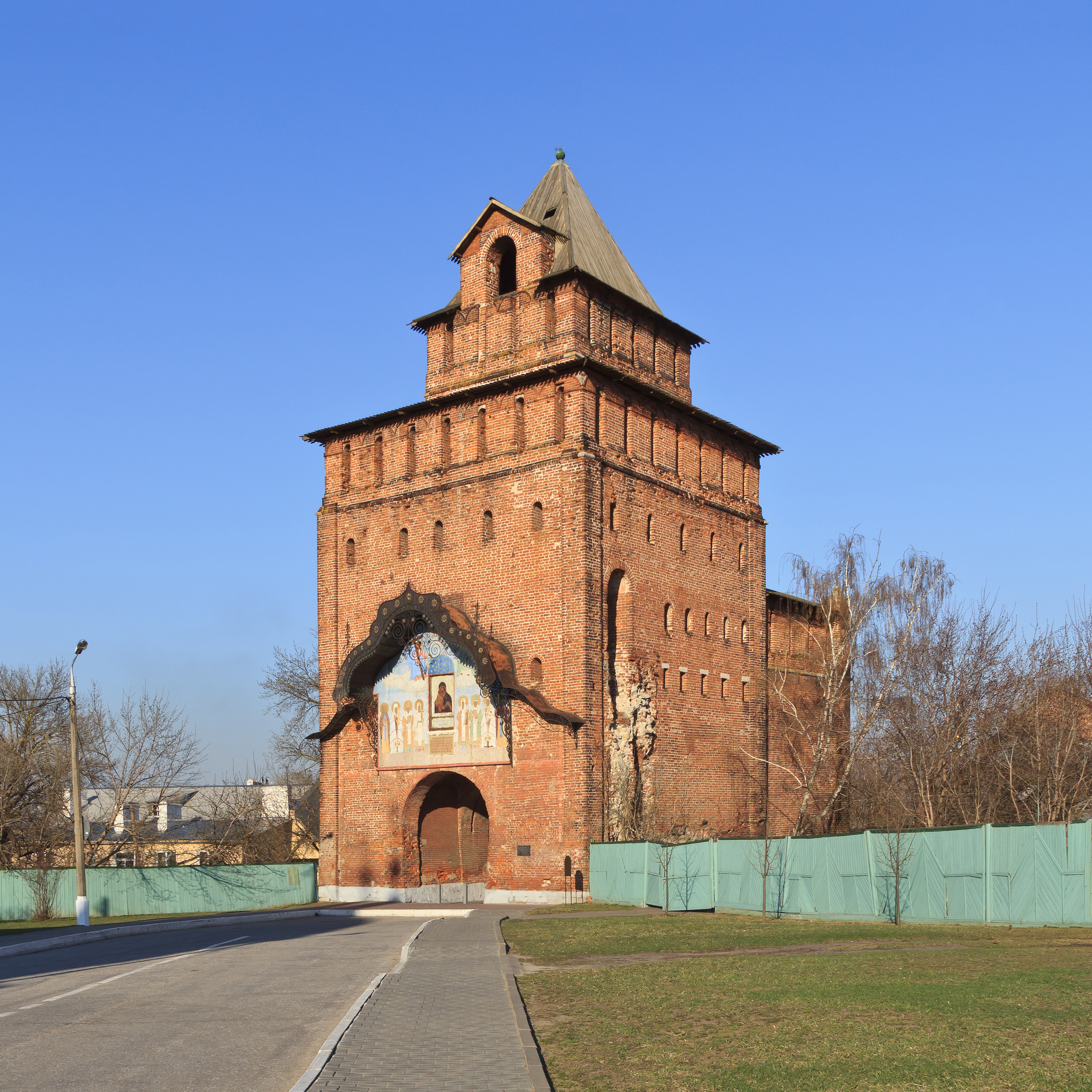
Portes Piatnitskie

Le Kremlin de Kolomna sur un timbre russe.

Le kremlin de Kolomna comptait autrefois 17 tours, dont quatre avaient des portes, les portes principales étant situées aux extrémités nord et sud du complexe. Seules 7 tours et deux parties du mur ont survécu.
Voici une liste des tours (les tours marquées comme portes signifient qu'une porte passait en dessous) :
- Portes Piatnitskie
- Tour Kolomenskaïa
- Tour Granovitaya
- Tour Yamskaïa
- Tour Simionovskaïa
- Tour Spasskaïa
- Tour Pogorelaïa
- Tour Voznessenskaïa
- Portes Ivanovskie
- Tour Borisobglebskaya
- Kosie Gates
- Tour Voskresenskaïa
- Tour Sandirevskaïa
- Tour Bobretsevskaïa
- Portes de Vodynie
- Tour Sviblova
- Tour Zastenochnaïa

Outre les tours, il y avait deux portes dans les murs : les portes Mihaelovskie et Melynychnie.

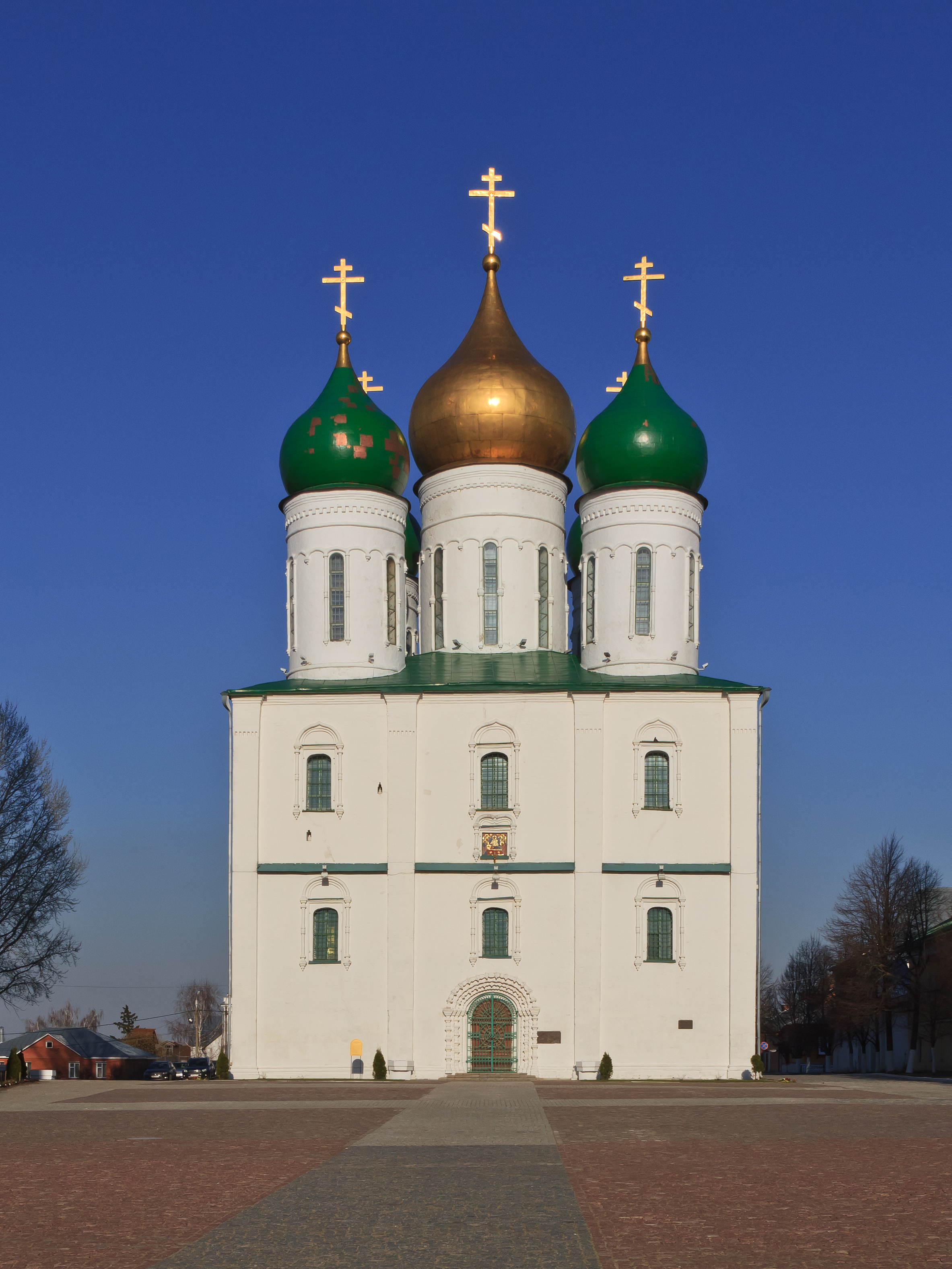
La cathédrale de l'Ascension au Kremlin de Kolomna

## Statistiques
| Nombre de tours :                | 17             |
| Nombre de tours dans le donjon : | 7              |
| Nombre de portes :               | 3              |
| Années de construction :         | 1525-1531      |
| Zone:                            | 24 hectares    |
| Longueur du mur :                | 1940 mètres    |
| Hauteur des tours :              | 30 à 35 mètres |
| Hauteur du mur :                 | 18 à 21 mètres |
| Épaisseur du mur :               | 3-4,5 mètres   |